# Narciso Aldebó
Narciso Aldebó fue un pintor español.
Natural de Barcelona, obtuvo en 1766, con tan solo veinte años, el segundo premio de la tercera clase en el concurso general celebrado por la Real Academia de San Fernando. Ossorio y Bernard señala, en su Galería biográfica de artistas españoles del siglo XIX, que otro artista de igual nombre y apellido, quizá él, trabajó a principios del siglo XIX, en colaboración con José Ripoll, toda la parte de talla del monumento de Semana Santa de la catedral de Toledo.